# 靖宇县
靖宇县是吉林省白山市下辖的一个县。位於吉林省東南部，白山市北部，長白山西麓，松花江上游左岸。

## 历史
清朝光绪三十四年（1908年）始设濛江州，江州治，隶属吉林副都统管辖。民国初年，全国废州，1913年改为濛江县，隶属吉林省吉长道。1931年，九一八事变后，为满洲国管辖。
1945年8月，日本无条件投降，國民政府和解放区人民政府在东北地区展开争夺。10月，解放区人民政府接管濛江县。1946年2月，解放区人民政府为纪念杨靖宇烈士，将濛江县更名为靖宇县，归解放区人民政府控制下的辽宁省管辖。当年临江战役之前，靖宇县是东北民主联军南满根据地仅剩的四个小县之一。

1945年一1949年，靖宇縣屬安東省管轄

1947年6月，国民政府公布的東北新省區方案中，濛江县归属安东省。实际随着第二次国共内战中，解放军取得在东北战场的胜利，靖宇县之名彻底取代濛江县。1948年，东北人民政府将靖宇县归属安东省。1949年，中华人民共和国政府撤消安东省，设立辽东省，靖宇县隶之。1954年撤消辽东省，靖宇县重归吉林省。

## 人口
根据(吉林省)白山市第七次全国人口普查公报显示：靖宇县常住人口为108478人，0-14岁人口占比13.37%，15-59岁人口占比64%，60及以上人口占比22.63%，其中65岁及以上人口占比15.64%。

## 行政区划
靖宇县下辖7个镇、1个乡：
靖宇镇、三道湖镇、龙泉镇、那尔轰镇、花园口镇、景山镇、赤松镇和濛江乡。